# Carya schneckii
Carya schneckii là một loài thực vật có hoa trong họ Juglandaceae. Loài này được Sarg. mô tả khoa học đầu tiên năm 1918.